# 지속적 배포
지속적 배포(continuous deployment, CD)는 소프트웨어 기능이 자동으로 전개(deploy)되는 소프트웨어 엔지니어링 접근 방식이다.
지속적 배포는 지속적 전달(CD)과 대조되는데, 이는 소프트웨어 기능이 자주 전달되고 잠재적으로 전개될 수 있는 것으로 간주되지만 실제로는 전개되지 않는 유사한 접근 방식이다. 따라서 지속적 배포는 지속적 전달보다 더 완전한 형태의 자동화로 볼 수 있다.

## 같이 보기
- CI/CD